# Cardiff City Stadion
A Cardiff City Stadium walesi labdarúgóstadion, mely Cardiffban található. 
Az angol másodosztályban szereplő Cardiff City használja 2009 óta. 
Az aréna maximális befogadóképessége 33 280 néző.

## Fordítás
Ez a szócikk részben vagy egészben  a   Cardiff City Stadium című angol Wikipédia-szócikk ezen változatának fordításán alapul.  Az eredeti cikk szerkesztőit annak laptörténete sorolja fel. Ez a jelzés csupán a megfogalmazás eredetét és a szerzői jogokat jelzi, nem szolgál a cikkben szereplő információk forrásmegjelöléseként.